# Ding (chaudron)
Pour les articles homonymes, voir ding.

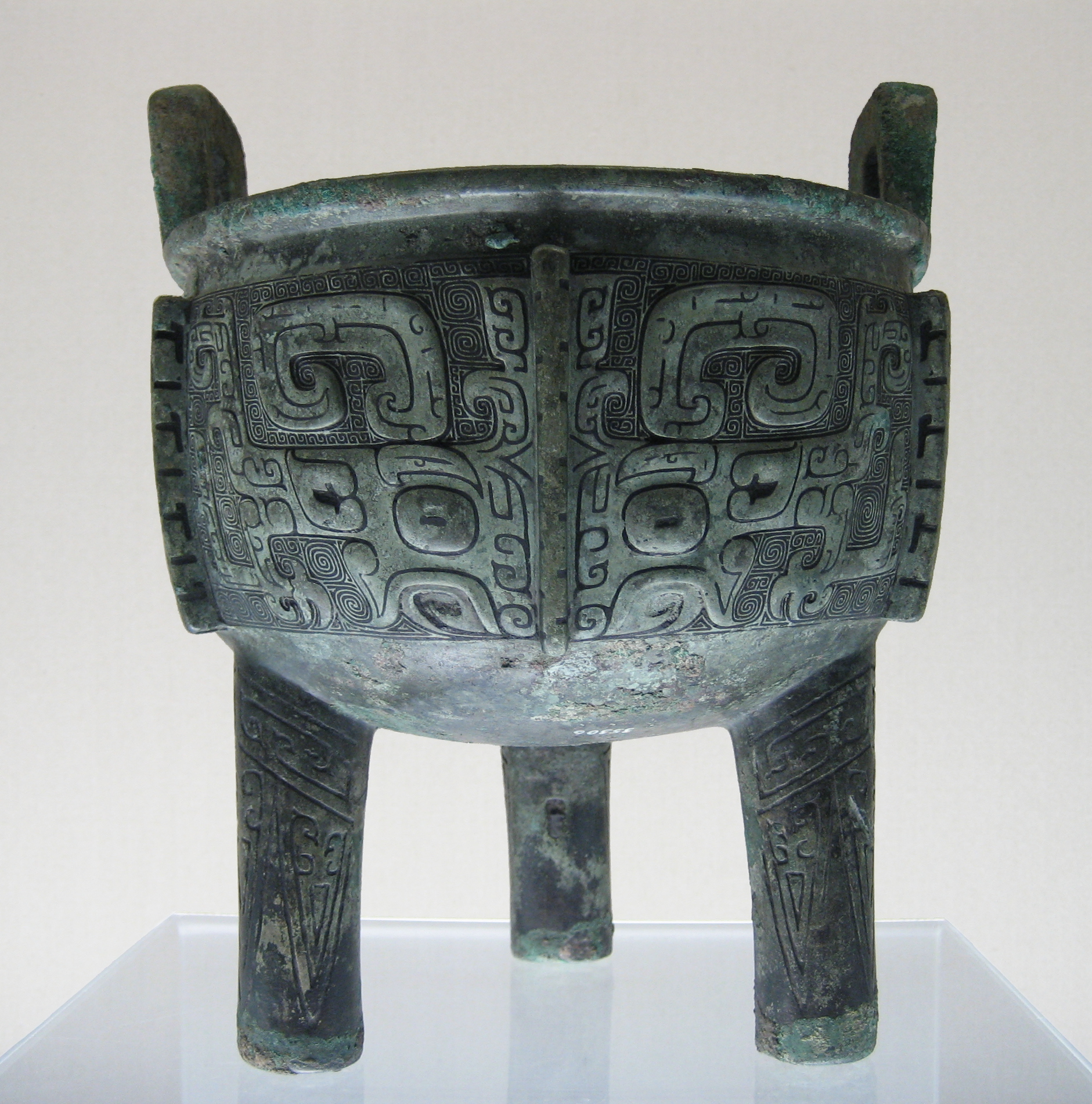
Un ding de la fin de la dynastie Shang.

Un ding (chinois : 鼎 ; pinyin : dǐng ; Wade : ting) désigne un ancien chaudron chinois sur pieds doté d’un couvercle et de deux anses de part et d’autre. Éléments habituels de la vaisselle rituelle de bronze en Chine, ils sont apparus à l'époque néolithique sous une forme voisine en terre cuite. De ces prototypes les artisans de l'Âge du bronze en ont fait dériver les chaudrons, fondus dans des moules en plusieurs parties par une ou plusieurs coulées de bronze. Les ding étaient à l’origine ronds à trois pieds (tripode) ou rectangulaires à quatre pieds, puis des formes moins régulières (par exemple demi-lune ou en fer à cheval) apparaissent après la chute des Zhou occidentaux. Les pieds peuvent être en forme de dragon ou d'oiseaux.
Les ding, à l’origine fabriqués en terre cuite, faisaient office de vaisselle quotidienne puis, à partir de la dynastie Shang (1600-1046 av. J.-C.), ils sont réalisés en bronze et prennent donc une plus grande importance, illustrant la richesse de leur propriétaire ou servant aux rituels. L'archéologie qui s'est développée en Chine au XXe siècle a permis de mettre au jour de nombreux objets rituels en bronze, souvent enterrés dans la tombe de leurs propriétaires pour l’au-delà. Les plus anciens ding connus datent du néolithique et sont en terre cuite. Des inscriptions découvertes sur des ding, et d'autres bronzes rituels ou somptuaires, sur de la vaisselle ou sur d'autres objets comme sur les anciennes cloches bianzhong permettent de déchiffrer les calligraphies gravées sur bronze nommées Jīnwén. En général, les ding étaient destinés aux offrandes de viandes, pour les rituels surtout sous les Shang  ou en tant qu'offrande, sous les Zhou.
Dans la tradition chinoise à partir de la découverte de vases antiques dont la pratique cultuelle s'était perdue, posséder un ou plusieurs anciens ding est considéré comme un signe de puissance et de domination. 
Les plus célèbres ding anciens restent peut-être les légendaires neuf chaudrons tripodes en bronze, dont la tradition raconte qu’ils auraient été fondus par Yu le Grand de la dynastie mythique des Xia lorsqu’il créa les neuf provinces (Jiuzhou),. Ces ding auraient, selon la tradition, été perdus à l’époque de la dynastie Qin (221-206 av. J.-C.) après avoir appartenu à divers États ou dynasties. 